# Sällskap för en eremit
Sällskap för en eremit är en essäsamling av Frans G. Bengtsson som utkom första gången 1938.

## Innehåll
Essäernas titlar är:
- Marskalkarna av Frankrike
- Schweizare och landsknektar
- Mogulkejsarna
- General W. H. Sleeman och gudinnan Bhowani
- Lawrence of Lucknow
- Den vandrande sjön
- Englands Münchhausen
- Lycklig resa
- Detektivlitteratur
- Tankar om romaner
- Ett storverk om ord
- Den halte Apollo (Om Lord Byron)
- Den store pessimisten (Om Arthur Schopenhauer)
- Edda i sju slöjor
- Ödun med isbjörnen
- Canterbury Tales på svenska
- Brottare
- Schackspelare
- Framför en bokhylla
- Det närmaste sällskapet (Om huskatter)

## Digitaliserad utgåva
- Sällskap för en eremit : essayer. Stockholm: Bonnier. 1933. Libris bwm2ffrw8slgjmxk8. https://gupea.ub.gu.se/2077/84593